# Don Camillo e i giovani d’oggi (unvollendeter Film)
Don Camillo e i giovani d’oggi (Don Camillo und die Jugend von heute) sollte der sechste Teil der Don-Camillo-und-Peppone-Filmreihe mit Fernandel und Gino Cervi werden. Grundlage war der Roman Don Camillo und die Rothaarige von Giovanni Guareschi. Aufgrund der Erkrankung des Hauptdarstellers Fernandel (Don Camillo) blieb der Film unvollendet.

## Die Dreharbeiten und Fernandels Gesundheitsprobleme
Die Aufnahmen unter der Regie von Christian-Jaque begannen 1970. Die ersten Probleme traten Mitte Juli auf. Beim Dreh einer Szene, in der Fernandel Graziella Granata auf seinen Armen hätte tragen sollen, stellte sich heraus, dass er nicht in der Lage war, sie hochzuheben. Am 29. Juli begab er sich nach Parma, um einen Spezialisten aufzusuchen, der bei ihm Lungenkrebs diagnostizierte. Der Regisseur versicherte Fernandel, dass man mit den Dreharbeiten weitermachen würde, sobald er wieder genesen sei. Im August 1970 wurden daher die Aufnahmen unterbrochen, Fernandel ging nach Marseille und Gino Cervi kehrte nach Rom zurück. Mitte Januar 1971 telefonierte Fernandel mit Christian-Jaque, um zu vermelden, dass sich sein Gesundheitszustand gebessert habe und man auf ihn zählen könne. Inzwischen hatte sich die Produktionsfirma aber bereits entschlossen, die Hauptrollen neu zu besetzen und den Film mit dem Regisseur Mario Camerini komplett neu zu drehen (Christian-Jaque und Cervi hatten sich geweigert, ohne Fernandel, der schon am 26. Februar 1971 starb, weiterzumachen). Der Film Don Camillo e i giovani d’oggi erschien dann 1972 in Farbe und mit Gastone Moschin als Don Camillo sowie Lionel Stander als Peppone. Er konnte allerdings nicht an den Erfolg seiner Vorgänger anknüpfen.

## Stimmen zum Film
Auch nach mehreren Jahrzehnten gehen die Meinungen bezüglich des unvollendeten Films von 1970 auseinander. Einige Quellen berichten, dass erst wenige Szenen abgedreht gewesen seien, andere dagegen behaupten, dass nur noch wenige Aufnahmen gefehlt hätten und man den Film in jedem Fall hätte fertigstellen und vertreiben können, vor allem in Anbetracht der zahlreichen Fans der Serie.
Die aus 5 DVDs bestehende französische Gesamtausgabe enthält als Bonusmaterial ein Interview mit Fernandel vom 1. August 1970 vom Set, in dem er bestätigt, dass „wir am 15. September fertig sind, wenn alles glatt läuft“.
Andererseits liest man auch: „Dieser letzte Film blieb aufgrund des Todes von Fernandel unvollendet, der sich ereignete, als noch etwa 20 Szenen bis zum Ende fehlten.“